# Pearl (SpongyaBob-karakter)
Pearl, magyar fordításban Gyöngy, egy kitalált sorozatszereplő, aki a Spongyabob Kockanadrág című animációs sorozatban szerepel. Alkotója Stephen Hillenburg akinek a megalkotás inspirálása a Whale watching volt. Eredeti hangja Lori Alan, magyar hangja Pap Katalin. Első megjelenése a Kísérő című részben volt.

## Karaktere
Pearl, egy nagy ámbráscet, aki Rák úr örökbe fogadott lánya. Bikini Fenéken lakik, egy horgonyban az apjával. Tipikus mai tinédzser, aki soha sem hallgat a figyelmeztetésekre. Amikor nem kap meg valamit az apukájától, akkor mindig nagyon sír. Emellett mindig szokott kunyerálni is tőle. Pearlnek vannak ismeretlen barátnői is, akiket gyakran lehet látni a társaságukban. Szereti gúnyolni a fiúkat, ennek ellenére Spongyabob egyik barátjának számít. Csak az egyik részben dolgozott egy kis ideig a Nagyi köténye című boltban, amit a barátnői nem néztek jó szemmel.